# Rautenberg (Altenburg)
Rautenberg is een klein dorp in de Duitse gemeente Altenburg in  Thüringen. De gemeente maakt deel uit van het Landkreis Altenburger Land. Het dorp wordt voor het eerst genoemd als Naundorf in een oorkonde uit 1181. In 1950 fuseerde het met andere dorpen tot de gemeente Zetzscha, die vervolgens in 1994 opging in de stad Altenburg. 